# Атлантик (Північна Кароліна)
Атлантик (англ. Atlantic) — переписна місцевість (CDP) в США, в окрузі Картерет штату Північна Кароліна. Населення — 468 осіб (2020).

## Географія
Атлантик розташований за координатами 34°52′56″ пн. ш. 76°20′40″ зх. д. / 34.88222° пн. ш. 76.34444° зх. д. (34.882093, -76.344387).  За даними Бюро перепису населення США в 2010 році переписна місцевість мала площу 2,43 км², з яких 2,38 км² — суходіл та 0,05 км² — водойми.

## Демографія
Згідно з переписом 2010 року, у переписній місцевості мешкали 543 особи в 262 домогосподарствах у складі 161 родини. Густота населення становила 224 особи/км².  Було 434 помешкання (179/км²).
Расовий склад населення:
| - 98,2 % — білих - 1,3 % — осіб інших рас |

До двох чи більше рас належало 0,6 %. Частка іспаномовних становила 1,8 % від усіх жителів.
За віковим діапазоном населення розподілялося таким чином: 12,9 % — особи молодші 18 років, 61,1 % — особи у віці 18—64 років, 26,0 % — особи у віці 65 років та старші. Медіана віку мешканця становила 52,2 року. На 100 осіб жіночої статі у переписній місцевості припадало 109,7 чоловіків;  на 100 жінок у віці від 18 років та старших — 102,1 чоловіків також старших 18 років.
Середній дохід на одне домашнє господарство  становив 53 928 доларів США (медіана — 48 250), а середній дохід на одну сім'ю — 60 017 доларів (медіана — 52 321). За межею бідності перебувало 24,0 % осіб, у тому числі 50,0 % дітей у віці до 18 років та 6,3 % осіб у віці 65 років та старших.
Цивільне працевлаштоване населення становило 145 осіб. Основні галузі зайнятості: роздрібна торгівля — 30,3 %, публічна адміністрація — 29,7 %, освіта, охорона здоров'я та соціальна допомога — 17,9 %.